# Ministerio de Ambiente (Panamá)
El  Ministerio de Ambiente de Panamá (MiAmbiente) es un Ministerio del Órgano Ejecutivo  encargada de administrar los recursos naturales y el ambiente. En 1998, a través de la Ley n.º 41 del 1 de julio de ese año, se crea la Autoridad Nacional del Ambiente. El 21 de abril de 2015 el Presidente Juan Carlos Varela sancionó la Ley 8 de 2015 que Crea el Ministerio de Ambiente (MiAMBIENTE). Su función principal es asegurar el cumplimiento y la aplicación de las leyes, los reglamentos y las políticas nacionales en materia de gestión de los recursos naturales y el ambiente.

## Función de MiAMBIENTE
El Ministerio de Ambiente tiene como misión primordial conservar, proteger, restaurar y mejorar el ambiente y la base de los recursos naturales.
Las herramientas de las que la institución se sirve para realizar esta función son las siguientes:
- Aseguran el cumplimiento de la ley, su reglamentación, las normas de calidad ambiental y las disposiciones técnicas y administrativas que por ley se le asignan.
- Establecer normas para la protección y control de calidad ambiental con la participación de la autoridad competente correspondiente en cada caso.
- Emitir resoluciones y normas técnicas y administrativas para ejecución de la Política Nacional del Ambiente y la protección de los recursos naturales, terrestres e hidrobiológicos, consona con los planes de desarrollo del estado.
- Establecer y aplicar sanciones y multas de conformidad con la ley, los reglamentos y las disposiciones complementarias.
- Evaluar los estudios de impacto ambiental y emitir las resoluciones respectivas.
- Autorizar los permisos, concesiones acuáticas y demás autorizaciones con la pesca, acuicultura y la maricultura las cuales deberán ser coordinadas con la Autoridad de los Recursos Acuáticos de Panamá.
- Negociar convenios con personas naturales o jurídicas para el desarrollo de las actividades no lucrativas.

## Ministros de Ambiente
| N.º | Nombre                | Duración                                    |
| --- | --------------------- | ------------------------------------------- |
| 1   | Mirei Endara de Heras | 20 de febrero de 2015 - 18 de marzo de 2017 |
| 2   | Emilio Sempris        | 18 de marzo de 2017 - 30 de junio de 2019   |
| 3   | Milciades Concepción  | 1 de julio de 2019 - 30 de junio de 2024    |
| 4   | Juan Carlos Navarro   | 1 de julio de 2024 - actualidad             |